# Jean Patou
Jean Patou (ur. 27 września 1887 w Caen, zm. 8 marca 1936 w Paryżu) – francuski kreator mody oraz twórca perfum. Jego projekty kolekcji mody w latach 20. wpisały się w nurt emancypacji kobiet. Był prekursorem kobiecych ubiorów sportowych do gry w golfa czy tenisa. Jean Patou jako pierwszy zaprojektował kostiumy do kąpieli z dzianiny. Jego projekty charakteryzowały się wyjątkową prostotą, a w jego kolekcjach, ubiór zachowując wyrafinowaną elegancję pozwalał kobiecie na swobodę. Perfumy wprowadzone przez Jean Patou są luksusowe i nowoczesne. Najsławniejszy z zapachów "Joy" stworzony w roku 1930 od chwili powstania do dziś sprzedaje się znakomicie. Pochowany na Cmentarzu Passy.